# Zamarada nebulimargo
Zamarada nebulimargo là một loài bướm đêm trong họ Geometridae.